# Alice i Claude Askew
Alice i Claude Askew (A. i C. Askew) fou un matrimoni d'escriptors britànics, nascuts l'any 1874 i 1865, respectivament, que van escriure desenes de novel·les junts, de caràcter popular, entre els anys 1904 i 1917.
La senyoreta Alice Leake (nom de soltera) i el senyor Claude Askew es van casar el 10 de juliol de 1900 a Christ Church, Lancaster Gate de Londres. No va passar gaire temps després del seu matrimoni, que Alice i Claude van començar a escriure junts. La primera novel·la amb els seus noms conjunts, The Shulamite, es va publicar el 1904.
Van morir a la mar Mediterrània el 5 d'octubre del 1917 quan el seu vaixell que anava de Itàlia cap a Grècia va ser torpedinat.
En català es va publicar La felicitat no s'improvisa. de l'Editorial Bagunyà a la col·lecció Biblioteca Gentil, 1931.

## Galeria d'imatges

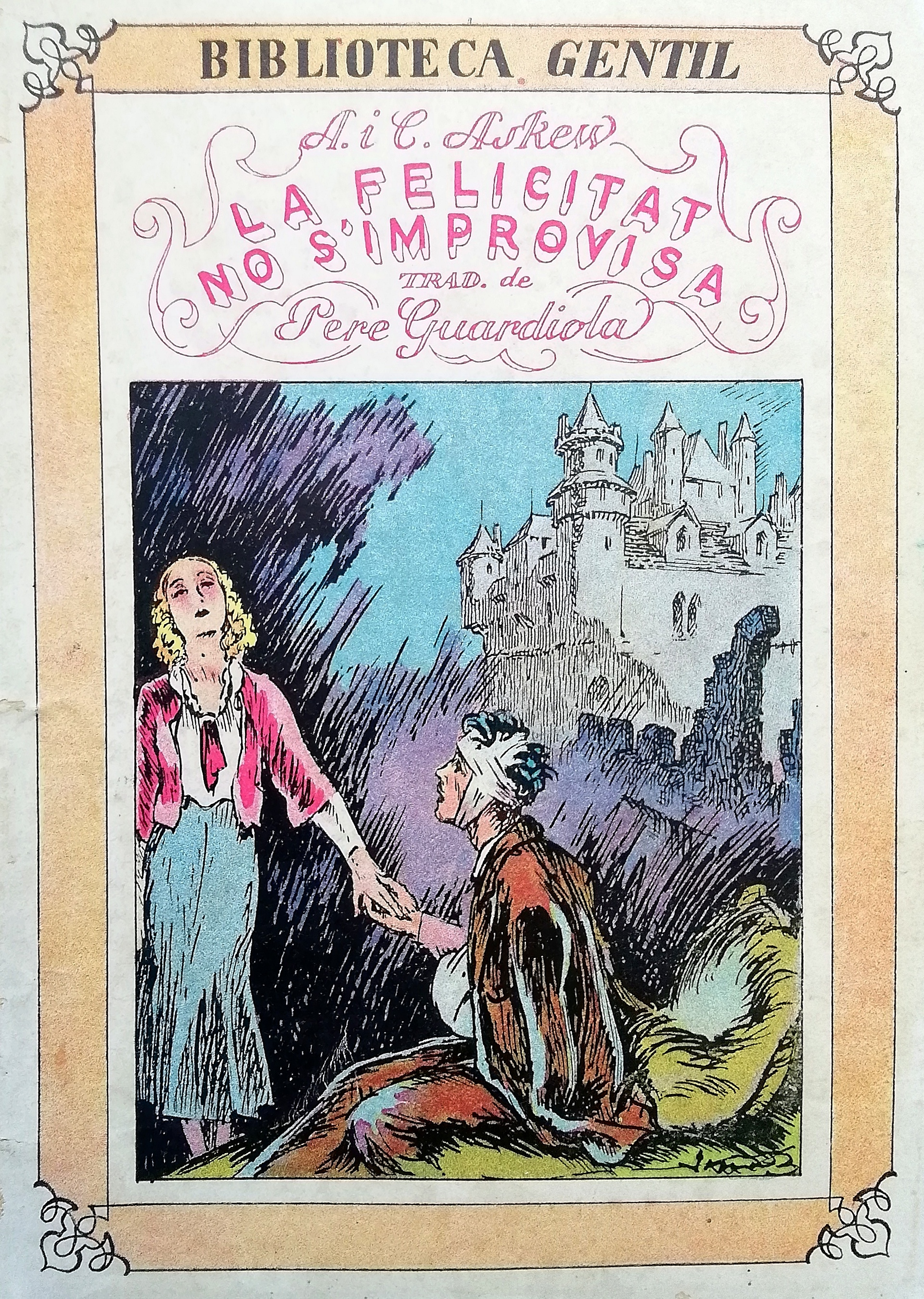
Portada de La felicitat no s'improvisa. d'Alice i Claude Askew.